# Brahman Naman
Pour les articles homonymes, voir Naaman (homonymie).
Pour plus de détails, voir Fiche technique et Distribution.
Brahman Naman est une comédie indienne réalisée par Qaushiq Mukherjee et sortie en 2016.

## Fiche technique
- Réalisation : Qaushiq Mukherjee
- Scénario : Naman Ramachandran
- Production :
- Pays de production : Inde
- Genre : comédie
- Durée : 95 minutes
- Date de sortie : 2016

## Distribution
- Shashank Arora : Naman
- Sid Mallya : Ronnie
- Denzil Smith : Bernie
- Tanmay Dhanania : Ajay
- Anula Navlekar :
- Shataf Figar :
- Chaitanya Varad : Ramu
- Sindhu Sreenivasa Murthy :
- Subhojit Sen :
- Vaishwath Shankar : Randy